# Sermoni (Eckhart)
I Sermoni (in tedesco Predigten) sono un'opera del teologo tedesco Meister Eckhart.

## Temi
I soggetti a cui si rivolgeva Eckhart potevano essere dotti, monaci, e più in generale, fedeli. Il tema centrale dei sermoni tedeschi di Eckhart è la presenza di Dio nell'anima individuale e la dignità dell'anima dell'uomo giusto. Sebbene abbia elaborato questo tema, raramente se ne è allontanato. In un sermone, Eckhart fornisce il seguente riassunto del suo messaggio:Quando predico, di solito parlo di distacco e dico che l'uomo deve essere vuoto di sé e di tutte le cose; in secondo luogo, che deve essere ricostruito nel semplice bene che è Dio; in terzo luogo, che deve considerare la grande aristocrazia che Dio ha posto nell'anima, affinché per mezzo di essa l'uomo possa giungere meravigliosamente a Dio; e in quarto luogo, della purezza della natura divina. L'espressione dei Sermoni si può incentrare, inoltre, in un'ottica mistica.

## Versioni dei Sermoni
I sermoni più famosi includono il n. 86 Intravit Iesus in quoddam castellum e il n. 52 Beati pauperes spiritu. Una raccolta di sermoni del XIV secolo, il Paradisus anime intelligentis ("Paradiso dell'anima ragionevole"), contiene 64 sermoni, metà dei quali sono di Eckhart. Nelle ricerche più vecchie si presumeva che i testi dei sermoni conservati fossero in gran parte registrazioni non autorizzate da parte degli ascoltatori. Tuttavia, sulla base delle ricerche attuali, ciò è improbabile. L'evidenza filologica e storica suggerisce che Eckhart abbia autorizzato i testi (a parte isolate eccezioni). Egli stesso probabilmente registrò per iscritto una raccolta dei suoi sermoni tedeschi, che non erano semplici copie di discorsi tenuti, ma piuttosto versioni modificate per un pubblico di lettori. Tuttavia, alcuni dei testi sopravvissuti furono significativamente rivisti da redattori successivi. Inoltre bisogna aspettarsi la corruzione testuale dovuta alla tradizione.

## Tematiche di Eckhart nelle opere tedesche
In generale, con le sue opere tedesche, come appunto le Predigten (Sermoni), Eckhart si rivolge espressamente soprattutto agli “ignoranti”. Rifiuta l'idea di una verità che sia accessibile solo ai latini formati teologicamente e che dovrebbe essere nascosta alla gente comune. Secondo la sua convinzione, anche gli insegnamenti più sublimi dovrebbero essere proclamati al grande pubblico, perché sono gli ignoranti ad aver bisogno di istruzione. Ritiene quindi che bisogna accettare il rischio che alcune cose non vengano comprese correttamente. 